# 율암 요금소
율암 요금소(栗巖料金所, Yulam TG)는 대구광역시 동구 안심동 대구외곽순환고속도로 39에 위치한 대구외곽순환고속도로 본선 상의 요금소이자 대구외곽순환고속도로의 종점이다. 2023년 3월 31일 달서 나들목 ~ 율암 요금소 사이의 구간이 개통하면서 영업을 개시하였다. 율암 요금소 이후의 대구 4차 순환도로 구간은 대구광역시도 구간인 범안로로 직결된다.

## 역사
- 2022년 3월 31일 : 대구외곽순환고속도로 달서 나들목 ~ 율암 요금소 구간 개통과 같이 율암 요금소로 영업 개시[1]

## 구조물 정보
- 위치 : 대구광역시 동구 안심동

## 교통량 정보
| 요금소        | 통행량 (대/일) | 각주  |
| 요금소        | 2022년         | 각주  |
| ------------- | -------------- | ----- |
| 율암 (폐쇄식) |                | [ 2 ] |

## 상매 방향
- 하이패스 전용 진입차로 : 1,3차로
- 일반 진입 차로 : 2,4차로

## 달서 방향
- 하이패스 전용 진입차로 : 1,2차로
- 일반 진입 차로 : 3차로